# Javier Moreno Arrones
Javier Moreno-Arrones Gil (Oviedo, 16 de mayo del 2000) es un futbolista español que juega como defensa en el Albacete Balompié de la segunda liga española.

## Trayectoria
Nacido en Oviedo, Javi comienza a desarrollarse en el fútbol base del Real Oviedo. En agosto de 2019, tras finalizar su formación, abandona el club y firma por el CD Llanes de la extinta Tercera División.
El 5 de julio de 2021 se oficializa su vuelta al Real Oviedo para jugar en el Vetusta, filial del club, en la recién creada Tercera División RFEF.
Debuta con el primer equipo el 31 de diciembre de 2021, partiendo como titular en una victoria por 2-0 frente a la SD Ponferradina en Segunda División.

## Clubes
| Club                     | País   | Año        |
| ------------------------ | ------ | ---------- |
| CD Llanes                | España | 2019-2021  |
| Real Oviedo Vetusta      | España | 2021-2023  |
| Club Deportivo Arenteiro | España | 2023 -2025 |
| Albacete Balompie        | España | 2025-      |